# Rosa Sensat i Vila
Rosa Sensat i Vilà (El Masnou, 17 de junio de 1873-Barcelona, 1 de octubre de 1961) fue una educadora española vinculada a la educación pública en Cataluña durante las primeras décadas del siglo XX. Estudió magisterio en la Normal de Barcelona y se sumó al movimiento de pedagogía progresista conectada con las nuevas corrientes que llegaban de Europa. Marcada por sus viajes a distintos países de Europa y su amistad con Jean Piaget, a quien conoció en una estancia en Ginebra, solía decir que "la mejor escuela es la sombra de un árbol". Defendió una educación con proximidad a la naturaleza y la experimentación. Conectada con el movimiento feminista catalán, apostó de manera especial por la renovación en la enseñanza de las ciencias y la racionalización de las asignaturas consideradas femeninas apoyando la transformación de la educación de las niñas.

## Biografía
Nació en 1873 en el Masnou. Era hija de Jaume Sensat, un capitán de corbeta que murió cuando ella tenía nueve años y de Josepa Vilà, bordadora. Ella, su madre y su abuela subsistieron haciendo bordados y puntillas. A los diez años empezó a prepararse para el examen del ingreso en la Normal y a los doce fue a Barcelona para estudiar magisterio. Se matriculó en el Colegio Barcelonés donde se preparó para los exámenes en la Escuela Normal. Como en Barcelona no tenía donde alojarse, Àngela Vallès, la directora del centro, la alojó en su casa. De esta manera se convirtió en maestra y mentora y más tarde en su suegra.
A los quince ya era maestra superior y empieza a trabajar en la escuela municipal de Masnou. Siguió estudiando y ganó dos oposiciones, renunció a una de ellas y optó por la plaza de la escuela de párvulos en Gerona. Después viajó con su madre a Madrid para obtener el título de profesora de Normales de la Escuela Central de Magisterio.
Volvió a la escuela de Gerona hasta el año 1896 cuando logró una plaza de auxiliar de párvulos en Madrid donde volvió a residir durante cuatro años y donde tuvo una intensa vida cultural y entró en contacto con el grupo de la Institución Libre de Enseñanza donde conocerá a Francisco Giner de los Ríos y Bartolomé Cossío.
Con veinticinco años de edad logró una plaza como profesora de labores en la Normal de Alicante donde se trasladó en 1901 pero en 1902 se casó con David Ferrer, renunció a la plaza y el matrimonio se instaló en Barcelona.
Trabajó durante tres cursos en la Escuela Sant Martí dels Provençals y finalmente en 1908 pasó a la Escuela Pública Unitaria de la Diagonal.
A finales de 1912 becada por la Junta de Ampliación de Estudios visitó experiencias escolares de vanguardia en Bélgica, Suiza y Alemania. 
En Barcelona se relacionó con un activo grupo de educadoras y educadores próximos a la renovación cultural novecentista convencidos de la necesidad de una escuela nueva como motor moral del cambio social material y espiritual de Cataluña.
En 1909 intervino en el primer Congrés Internacional de Primer Ensenyament.

### Escuela Municipal del Bosque
En 1914 inició la Escuela Municipal del Bosque, la primera escuela pública al aire libre adscrita a las ideas de la Nueva Escuela. Colaboraba activamente en el proceso de renovación pedagógica y dio cursos y conferencias a la Escola Normal de la Mancomunitat —donde conoció a Alexandre Galí y Eladi Homs— en las diferentes Escoles d'Estiu que organizaba la Mancomunitat de Catalunya e intervino en el Congrés de la Llar (París, 1922) y en el Congrés d'Educació Nova, celebrado en Niza en 1932. Ocupó cargos directivos en las principales entidades educativas como la Federació de Mestres Nacionals de Catalunya —al lado de Llorenç Jou o Cassià Costal—, en la Junta Provincial de Primer Ensenyament e incluso en el Consell Universitari.
También colaboró con la Associació protectora de l'Ensenyança Catalana, que le publicó, en el año 1923 Les ciències a la vida de la Llar.
Durante 20 años fue la responsable de la sección de niñas donde desarrolló sus ideas pedagógicas: respeto a los niños y niñas y a sus intereses, vitalismo entendido como una vida cercana a la naturaleza, importancia de la higiene, educación física, al aire y la luz, el juego y el trabajo; aprecio por la belleza y reflexión pedagógica a través del buen sentido en la vida diaria, evitando tecnicismos y valorando a la persona en su integridad. Quiso educar de forma divertida y dinámica, una forma muy diferente a la que existía en España por aquel entonces.
En 1931 con la llegada de la república el jefe de la asesoría de cultura del Ayuntamiento de Barcelona, Manuel Ainaud propuso a Sensat dirigir el gran grupo escolar Milà y Fontanals en el centro del Distrito Quinto, uno del los barrios más pobres y más poblados de Barcelona con 1200 alumnos y cuarenta profesores, rodeado de calles donde no entraba el sol, sin parques ni jardines. Inicialmente se negó pero finalmente acabó aceptando. Manuel Ainaud le pidió este sacrificio en nombre de Barcelona. "La Escola del Bosc- le dijo- usted la ha formado, ya funciona, ya está hecha y estimulada, ya aseguró su camino. Es solo para un pequeño sector de chicos. Lo que le pido es su aportación en una obra capital y definitiva para todos los niños de Barcelona". Rosa Sensat, después de un largo silencio y con lágrimas en los ojos, le contestó, sencillamente: "Cuente conmigo. Adelante." Viuda y con casi sesenta años asumió el reto de construir una escuela pública, democrática, para todos y de calidad.
La guerra civil afectó profundamente y hasta un bombardeo aéreo tocó de lleno la escuela aunque sin alcanzar a los niños. Al final de la guerra, en 1939, Sensat fue tildada de "roja y separatista" y no aceptó volver a su plaza en el centro Milá y Fontanals en ese momento en manos de una directora adepta al nuevo régimen.
Una Comisión Superior Dictaminadora de Expedientes de depuración le negó en diversas ocasiones la paga de jubilación. Vivió dieciocho años más en Barcelona.
Murió el 1 de octubre de 1961, en una Barcelona desconocida, donde todo lo que fuese escuela catalana estaba marginado. 

### Legado
Personas amigas como Marta Mata, hija de su discípula Àngels Garriga, se movían entre la oscuridad para que ese recuerdo no se perdiera. Y en 1965, crearon, clandestinamente, una nueva escuela de maestros que llevaría su nombre:  Escuela de Maestros Rosa Sensat.
Publicó varias obras, entre ellas, Conversas Pedagógicas y Hacía la Nueva Escuela, editada en Madrid el año 1934, en plena República. El conocimiento del alumno y el respeto a su personalidad; el valor de la vida al aire libre y el amor a la naturaleza; la buena relación entre la familia y la escuela y el enraizamiento del alumnado en su entorno y en su país.

## Principios pedagógicos
Los principios pedagógicos de Rosa Sensat se basan en el respeto integral a la persona, la integración del juego en el currículum y el disfrute estético. Utilizaba los hechos de la vida cotidiana para enseñar contenidos escolares, lejos de academicismos, en lo que más tarde se denominaría aprendizaje significativo. Consideraba que la base de la educación se establece en las etapas de infantil y primaria y que por ello es necesario una buena educación del profesorado en estas etapas, para dotar al alumnado de las herramientas necesarias para seguir aprendiendo.

### Educación científica de las niñas y marco feminista
Estuvo vinculada a través del apoyo de la educación de las niñas al feminismo catalán y fue directora pedagógica del Instituto de Cultura y Biblioteca de la Mujer, espacio educativo y cultural gestionado por mujeres creado en 1910 por Francesca Bonnemaison. Por otro lado sirvió de nexo entre las primeras feministas catalanas y las nuevas generaciones de maestras comprometidas en la tarea de modernizar la escuela de niñas. Para Sensat el problema feminista es un problema de educación y así lo expuso en 1916  en una Conferencia pronunciada durante el curso sobre «Educación femenina» donde también intervinieron Carmen Karr, Leonor Serrano, María Domènech, Maria Baldó y Dolors Monserdà celebrado en el Ateneo Barcelonés.
Su feminismo es heredero de los planteamientos conservadores de Dolors Monserdà, impregnado de un sentido de acción social, de una intervención clara en los conflictos inmediatos, pero de manera deliberadamente alejada de la política. Para ella las desigualdades entre sexos, la explotación de la mujer obrera y su promoción tenía el objetivo de proporcionar a las mujeres, a través de la educación, los conocimientos necesarios para convertirse en una mujer nueva.
En sus diarios de clase de principios del siglo XX describe innovadoras iniciativas como realizar salidas escolares con el alumnado o limitar el tiempo empleado para enseñar a las niñas a coser y dedicarlo al estudio de la naturaleza o realizar prácticas experimentales. Entre sus anhelos destaca la necesidad de crear un ambiente escolar amable, similar al de casa y favorecer el crecimiento personal de las niñas y avivar su sentimiento de dignidad para convertirse en mujeres "en el más elevado sentido de la palabra". También defendió especialmente la renovación en la enseñanza de las ciencias y la racionalización de las asignaturas consideradas femeninas mostrándose a favor de una educación doméstica con perspectiva científica.  Dio conferencias y cursos sobre ello, participó en congresos, asesoró a diversas instituciones y escribió artículos y libros . 
En 1923 publicó  Les ciències en la vida de la llar [Las ciencias en la vida del hogar] (reeditado en 1998), donde mostró su cualidad de divulgadora científica compartiendo la experiencia adquirida en el Curso Normal de Enseñanza Doméstica para Maestras de 1921. El programa del libro abordaba cuatro puntos, dedicados a fundamentar científicamente las tareas prácticas y cotidianas del hogar: el aire, el agua, el vestido y la alimentación. El éxito la impulsó a escribir Cómo se enseña la economía doméstica (1927), dirigido a la formación de docentes de primaria. Con Rosa Sensat, la enseñanza doméstica adquirió una importancia inusitada y, así, a pesar del sentido reformista de la propuesta, se convirtió en una pionera del feminismo.

## Publicaciones
- Rapport de la directrice et professeur du curs Rosa Sensat presenté au III Congrès International d'Enseignement Menager (1922)
- Les ciències en la vida de la llar (1923)
- Del vestit i la seva conservació (192?)
- Curs normal d'ensenyament domèstic per a mestresses (1921)
- Curs normal d'ensenyament tècnic per a mestresses (1921)
- Cómo se enseña la economía doméstica (1927)
- Hacia la nueva escuela (1934).
- Las escuelas en la naturaleza actuales. De Rosa Sensat a la actualidad (actualiz 2018)